# Poétique
Poétique. Revue de théorie et d'analyse littéraires è una rivista di teoria e analisi letteraria, fondata nel 1970 da Gérard Genette e Tzvetan Todorov presso le Éditions du Seuil. Alla rivista si è affiancata una collana editoriale.
Nel 1994, in occasione del venticinquennale, è stato pubblicato l'indice (n° 100 bis) che raggruppava i primi 100 numeri, dove hanno scritto circa 500 autori in 800 articoli, per 13000 pagine.
È collegata all'École Normale Supérieure e diretta da un comitato che comprende Jean-Claude Bonnet, Michel Charles, Hélène Cixous, Lucien Dällenbach, Philippe Dufour, Gérard Genette, Jean de Guardia, Philippe Hamon, Philippe Lejeune, Christine Noille, Marie Parmentier e Harald Weinrich.
Tra i saggisti che vi hanno scritto figurano anche i nomi di Roland Barthes, Jean-Pierre Richard, Philippe Lacoue-Labarthe, Hans Robert Jauss, Paul Zumthor, Péter Szondi, Serge Doubrovsky, Jean Starobinski, René Girard, Michael Riffaterre, Jean Ricardou, Wayne C. Booth, Paul de Man, Jacques Derrida, Seymour Chatman, Claude Bremond, Jean Rousset, Roman Jakobson, Nicolas Ruwet, Pierre Guiraud, Robert Scholes, Pëtr Grigor'evič Bogatyrëv, Boris Uspenskij, Gianni Celati, Philippe Hamon, Peter Brooks, Jean-Luc Nancy, Guido Almansi, Gianfranco Contini, Mieke Bal, Paolo Fabbri, Stanley Fish, Luc Fraisse ecc.